# Karl Flodin (arkitekt)

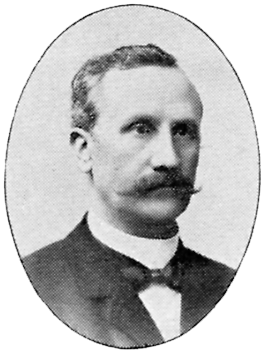
Karl Flodin

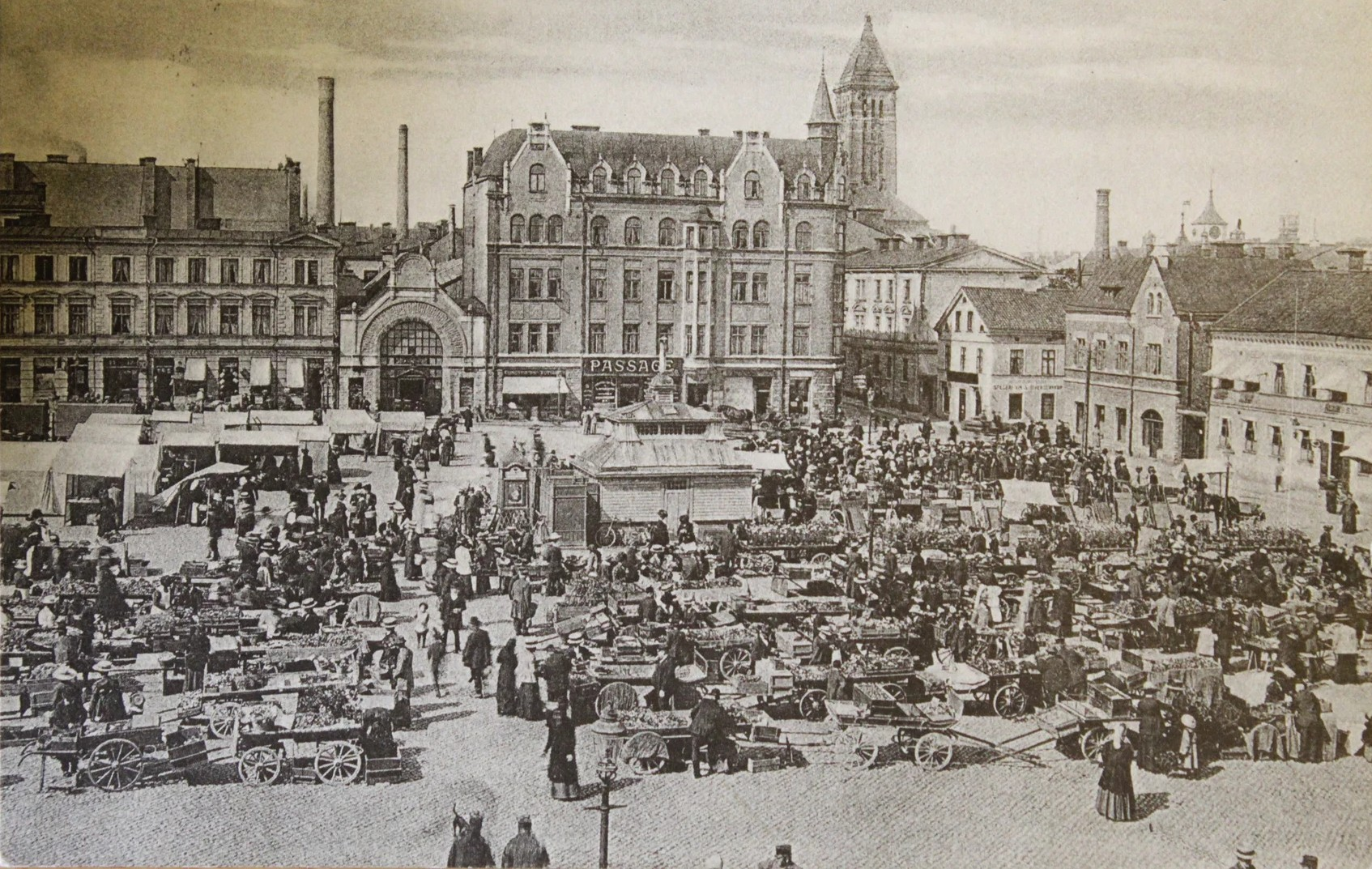
Norrköpings saluhall vid Nya torget

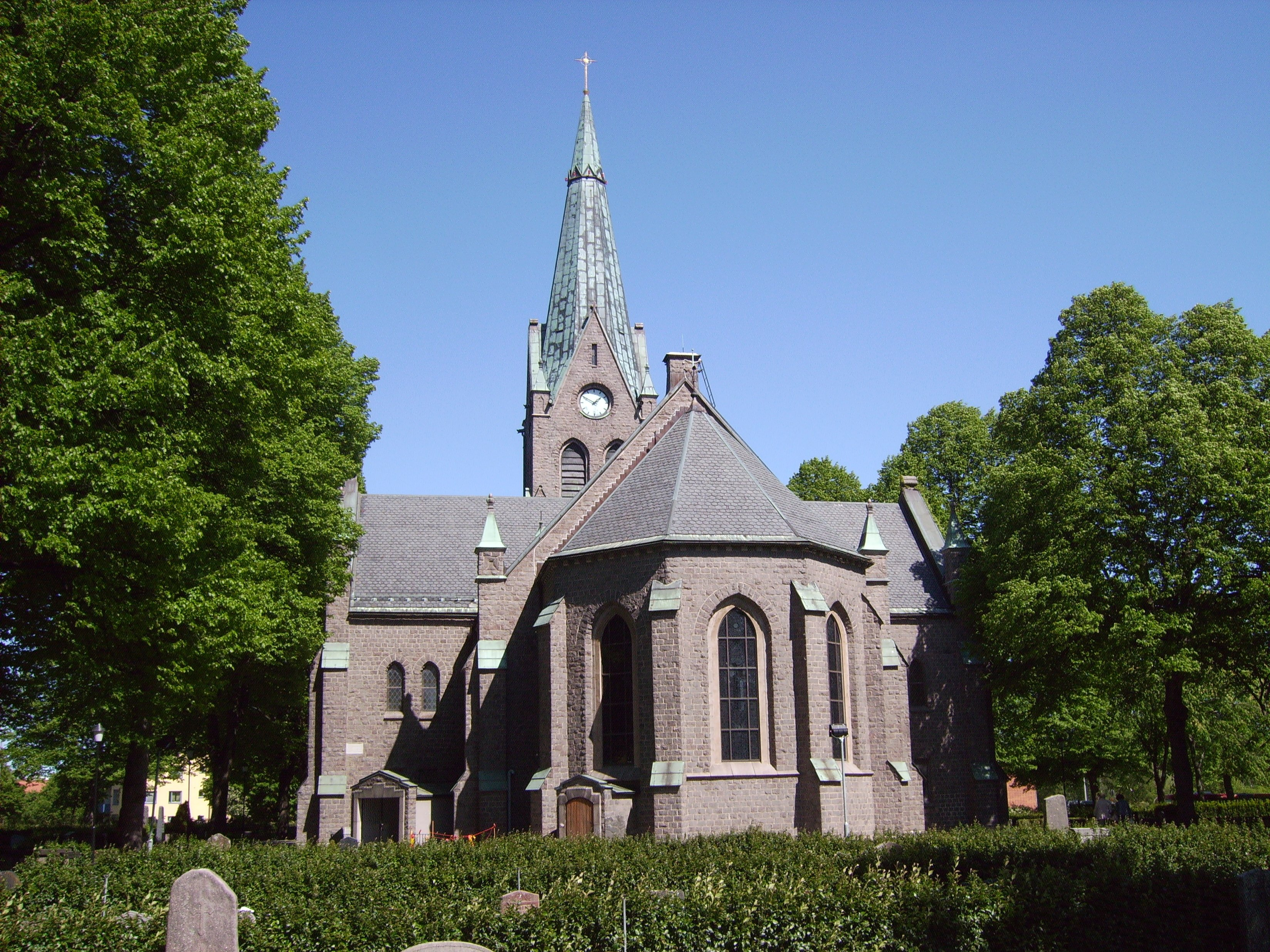
Sankt Johannes kyrka, Norrköping

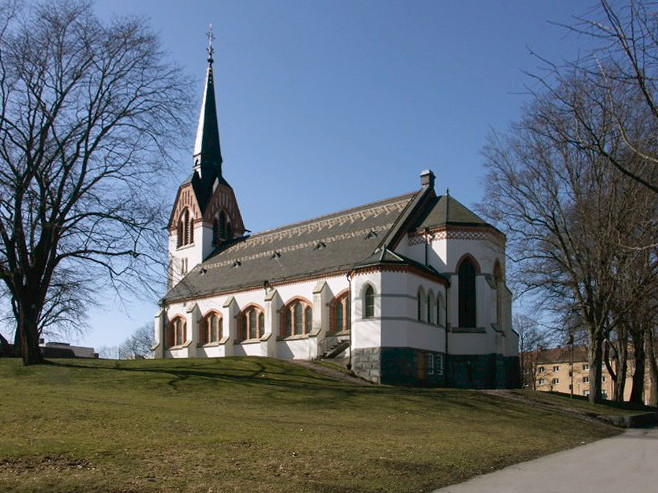
Katrineholms kyrka

Karl Ludvig Flodin, född 2 oktober 1857 i Sankt Lars socken, död 18 augusti 1930 i Stockholm, var en svensk arkitekt. 
Efter examen vid Högre allmänna läroverket i Linköping 1873 studerade Karl Flodin vid Kungliga Tekniska Högskolan i Stockholm 1880–1884. Han praktiserade vid olika arkitektkontor i huvudstaden mellan 1884 och 1885. År 1886 tillträdde han tjänsten som stadsarkitekt i Norrköping, där han kom att stanna till 1928 och därmed satt sin prägel på stadsbilden genom bostads- och affärshus såväl som skolor och industrilokaler. Karl Flodin är begravd på Matteus begravningsplats i Norrköping.

## Verk i urval
- Hamngatan 2-4, Norrköping, 1888
- Hamngatan 12, Norrköping, 1890
- Kädesfabrik, Kåkenhus, Norrköping, 1890
- Källvindsskolan, Nygatan 38, Norrköping, 1891–1892
- Klädesfabrik, Kåkenhus, Norrköping, 1890
- Industri- och kontorsbyggnad, Tunnbindareg 37, Norrköping 1895
- Gustav Adolfskolan, Södra Promenaden, Norrköping, 1897
- Matteusskolan (Nordvästra foldskolan), Norra Promenaden, Norrköping, 1897
- Norrköpings saluhall, Nya torget, 1899-1900 (med John Franzén)
- Industribyggnad, Kungsgatan 52, Norrköping (Ströms AB), 1900
- Spinneri och väveribyggnad, Gamlabyn, Norrköping, 1899–1903
- Mälarprovinsernas bank, Drottningg 40, Norrköping, 1919
- Förenade Yllefabrikerna AB, Norrköping
- Södra Promenaden 135, 1898 och 137, 1897, bostadshus, Norrköping
- Kommunala mellanskolan i Söderköping
- Söderköpings tingshus, Söderköping
- Kyrkoherdebostället i Söderköping
- Katrineholms kyrka, 1900–1902, bearbetad av Folke Zettervall
- Valdemarsviks kyrka, med sidoställt torn, Valdemarsvik, 1905av
- Sankt Johannes kyrka, Norrköping, 1904–1906